# Żelazna Prywatna
Żelazna Prywatna (kurp. Źelåznå) – wieś w Polsce położona w województwie mazowieckim, w powiecie przasnyskim, w gminie Jednorożec.  Wieś ma status sołectwa. Leży w Puszczy Zielonej.
W skład sołectwa Żelazna Prywatna wchodzi także osada Żelazna Rządowa-Gutocha.

## Wiadomości ogólne

### Nazwa
Legenda o powstaniu wsi Żelazna tłumaczy jej nazwę jako pochodną obfitych złóż rudy darniowej. Określenie Prywatna odnosi się do tego, że wieś powstała na gruntach Krasińskich.

### Zmiany administracyjne
Do 1795 Żelazna była wsią w starostwie przasnyskim, ziemi ciechanowskiej i województwie mazowieckim. Z III rozbiorem trafiła do Prus Nowowschodnich (departament płocki, powiat przasnyski). Odtąd stanowiła dobra rządowe. Po powstaniu Księstwa Warszawskiego Żelazna była częścią departamentu płockiego i powiatu przasnyskiego. W Królestwie Polskim włączono ją do województwa płockiego, obwodu przasnyskiego i powiatu przasnyskiego. W 1837 województwa przemianowano na gubernie, w 1842 obwody na powiaty, a powiaty na okręgi sądowe. Od 1867 Żelazna Prywatna znalazła się w gminie Jednorożec, powiecie przasnyskim i guberni płockiej. Od 1919 wieś należała do powiatu przasnyskiego w województwie warszawskim. W 1933 w obrębie gmin wprowadzono podział na gromady. Żelazna Prywatna należała do gromady Żelazna Rządowa. Z dniem 1 listopada 1939 do III Rzeszy wcielono północną część województwa warszawskiego, w tym powiat przasnyski i wieś Żelazną Prywatną jako część Rejencji Ciechanowskiej w prowincji Prusy Wschodnie. Gdy w 1944 przywrócono przedwojenną administrację, Żelazna Prywatna należała do powiatu przasnyskiego i województwa warszawskiego. W 1954 zlikwidowano gminy i zastąpiono je gromadami. W 1973 przywrócono istnienie gminy Jednorożec, do której włączono Żelazną Prywatną. W latach 1975–1998 miejscowość administracyjnie należała do województwa ostrołęckiego. Od 1999 Żelazna Prywatna znajduje się w gminie Jednorożec w powiecie przasnyskim i województwie mazowieckim.

## Historia
Lustracja dóbr królewskich z 1789 podaje, że wieś Żelazna Królewska (późniejsza Żelazna Rządowa) sąsiadowała z Żelazną dziedziczną Wielmożnego oboźnego koronnego Kazimierza Krasińskiego. Po 1795 wieś nazywano Prywatną.
Wsie Żelazna Prywatna i Żelazna Rządowa nierzadko łączono w całość. Jako jedna osada – Żelazna – zostały zaznaczone na mapie kwatermistrzostwa, która dla omawianego terenu powstała przed powstaniem listopadowym. W 1816 w pobliżu wsi Żelazna uruchomiono kopalnię bursztynu.
W 1827 w Żelaznej Prywatnej było 10 domów, mieszkało zaś 60 osób. Po 1864 przeprowadzono uwłaszczenie. W Słowniku geograficznym Królestwa Polskiego i innych krajów słowiańskich wydanym w 1895 czytamy, że obie wsie: Żelazna Rządowa i Żelazna Prywatna liczyły 62 domy, 402 mieszkańców i 1465 morgów powierzchni (w tym 668 morgów nieużytków).

Bez określenia, której Żelaznej dotyczą dane, mamy informacje o Żydach w okolicy. Około 1900 w Żelaznej sklep założył Lejbuś Chaim Przyszwa. Z 1937 pochodzi relacja, że Aron Gerber, który przeniósł się z Woli Błędowskiej, wygniata masło w Żelaznej.

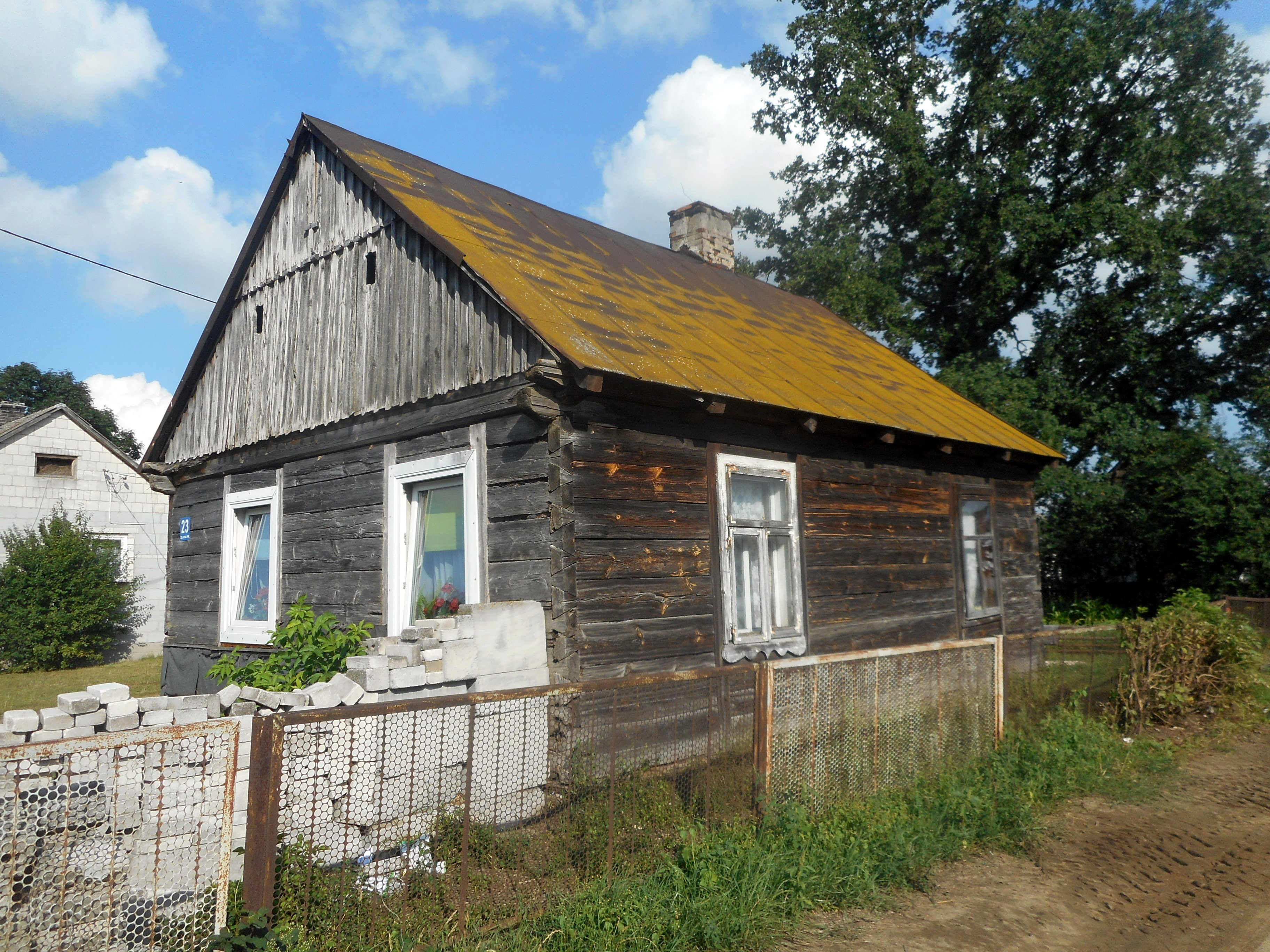
Jeden ze starszych drewnianych domów we wsi

Według spisu powszechnego z 1921 we wsi Żelazna Prywatna istniały 24 domy i 6 budynków niemieszkalnych. Mieszkały tu 122 osoby, w tym 53 mężczyzn i 69 kobiet. W 1936 planowano włączenie rolników z Żelaznej do spółdzielni mleczarskiej „Zrozumienie” w Zawadach.
Na dzień 1 września 1939 we wsi mieszkało 290 osób. W dniu 1 stycznia 1945 liczebność mieszkańców określono na 315 osób.

## Współcześnie
W 2002 w Żelaznej Prywatnej istniało 46 gospodarstw domowych. We wrześniu 2007 notowano tu 152 mieszkańców i 31 domów. Na dzień 25 listopada 2011 we wsi zameldowanych było 150 osób: 78 kobiet i 71 mężczyzn. Na dzień 31 grudnia 2014 wieś zamieszkiwało 39 osób w wieku przedprodukcyjnym, 86 w wieku produkcyjnym i 19 w wieku poprodukcyjnym, łącznie 144 osoby. Sołtyską sołectwa Żelazna Prywatna jest Joanna Abramczyk.
Wierni wyznania rzymskokatolickiego należą do parafii św. Stanisława Biskupa i Męczennika w Parciakach.
Na terenie wsi leży działka Fundacji Dom Spokojnej Starości „Cyrenejczyk”.
W granicach administracyjnych wsi znajduje się kilkanaście przykładów małej architektury sakralnej: krzyży przydrożnych i kapliczek.
Lasy okalające wieś należą do Nadleśnictwa Parciaki i są częścią Obszaru Natura 2000 Dolina Omulwi i Płodownicy.